# 喜勁寶
喜勁寶（英語：Grand Delight），是一匹曾在香港出賽的已退役賽駒，練馬師是蔡約翰，爲2002/2003馬季最佳短途馬和香港馬王，並奪得該馬季香港速度系列總冠軍。

## 簡介
「喜勁寶」擅長中短途，曾經在1000米至1600米擁有卓越成就。喜勁寶在港服役期間出賽28次，共取得6冠1亞5季，取勝路程由1000米至1400米不等，共取得約1500萬港元獎金，2023年6月24日，牠在澳洲的牧場因病去世，享年25歲。

## 曾經勝出的賽事

### 2002-2003馬季
- 國慶讓賽 第一班1400米
- 樂聲生活新體驗讓賽 第一班1400米
- 華商會挑戰盃 1200米
- 洋紫荊短途錦標 1000米
- 百週年紀念短途盃 1000米
- 主席短途獎 1200米
  - 該屆短途錦標系列總冠軍

## 外部連結
- 香港賽馬會：喜勁寶賽績資料（页面存档备份，存于）